# Club Deportivo Iruña
El Club Deportivo Iruña es un club de fútbol español fundado en 1939. Es el segundo club más antiguo de Pamplona después de Osasuna. Cuenta con dos secciones deportivas: Fútbol masculino y voleibol femenino. En total, casi 300 jóvenes practican deporte en el club. Tiene su sede institucional en la calle Jarauta 56 Bajo. La sección de fútbol se desarrolla en los Campos de Tajonar. La sección de voleibol se desarrolla en el Instituto de Educación Secundaria Basoko.

## Sección de Fútbol
Consigue jugar en Tercera División desde finales de la década de 1950 hasta 1970. Después de un largo paso por las categorías regionales del fútbol navarro, disputa tres temporadas en los años 80 de nuevo en Tercera.   
En la temporada 2003/04 asciende al grupo XV de Tercera División y se consolida en la categoría. Consigue un subcampeonato en la temporada 2005/06 y dos terceros puestos en 2007/08 y 2012/13. Logra disputar hasta en 4 temporadas la promoción de ascenso a Segunda División B.   
Para la temporada 2016/17 firma con un convenio con Osasuna para convertirse en filial. Ese año es subcampeón del grupo navarro de Tercera. En la temporada 2017/18, a pesar de quedar 3º, descendió a la Primera Autonómica de Navarra arrastrado por el descenso de Osasuna Promesas.   

### Estadio
El C.D. Iruña carece de campo propio. A partir de 2013/14 juega en las Instalaciones de Tajonar tras firmar un convenio con el C.A. Osasuna.

### Palmarés
- Temporadas en Tercera División:28

- Subcampeón de Tercera División: 2 (2005/06, 2016/17)

- Participaciones en Promoción a Segunda División B: 4 (2005/06, 2007/08, 2009/10, 2012/13)

### Todas las Temporadas
| Temporada      | División | Posición | Copa del Rey |
| -------------- | -------- | -------- | ------------ |
| De 1939 a 1956 | Regional | —        |              |
| 1956/57        | 3.ª      | 8º       |              |
| 1957/58        | 3.ª      | 12º      |              |
| 1958/59        | 3.ª      | 8º       |              |
| 1959/60        | 3.ª      | 13º      |              |
| 1960/61        | 3.ª      | 8º       |              |
| 1961/62        | 3.ª      | 8º       |              |
| 1962/63        | 3.ª      | 10º      |              |
| 1963/64        | 3.ª      | 16º      |              |
| 1964/65        | Regional | —        |              |
| 1965/66        | Regional | —        |              |
| 1966/67        | 3.ª      | 16º      |              |
| 1967/68        | Regional | —        |              |
| 1968/69        | Regional | —        |              |
| 1969/70        | 3.ª      | 10º      |              |
| De 1970 a 1986 | Regional | —        |              |
| 1986/87        | 3.ª      | 18º      |              |
| 1987/88        | 3.ª      | 17º      |              |
| 1988/89        | 3.ª      | 20º      |              |

| Temporada      | División      | Posición | Copa del Rey |
| -------------- | ------------- | -------- | ------------ |
| De 1989 a 2003 | Regional      | —        |              |
| 2003/04        | 3.ª           | 7º       |              |
| 2004/05        | 3.ª           | 4º       |              |
| 2005/06        | 3.ª           | 2º       |              |
| 2006/07        | 3.ª           | 13º      |              |
| 2007/08        | 3.ª           | 3º       |              |
| 2008/09        | 3.ª           | 6º       |              |
| 2009/10        | 3.ª           | 4º       |              |
| 2010/11        | 3.ª           | 6º       |              |
| 2011/12        | 3.ª           | 9º       |              |
| 2012/13        | 3.ª           | 3º       |              |
| 2013/14        | 3.ª           | 9º       |              |
| 2014/15        | 3.ª           | 10º      |              |
| 2015/16        | 3.ª           | 14º      |              |
| 2016/17        | 3.ª           | 2º       |              |
| 2017/18        | 3.ª           | 3º       |              |
| 2018/19        | 1ª Autonómica | —        |              |